# Rock Garden de Chandigarh

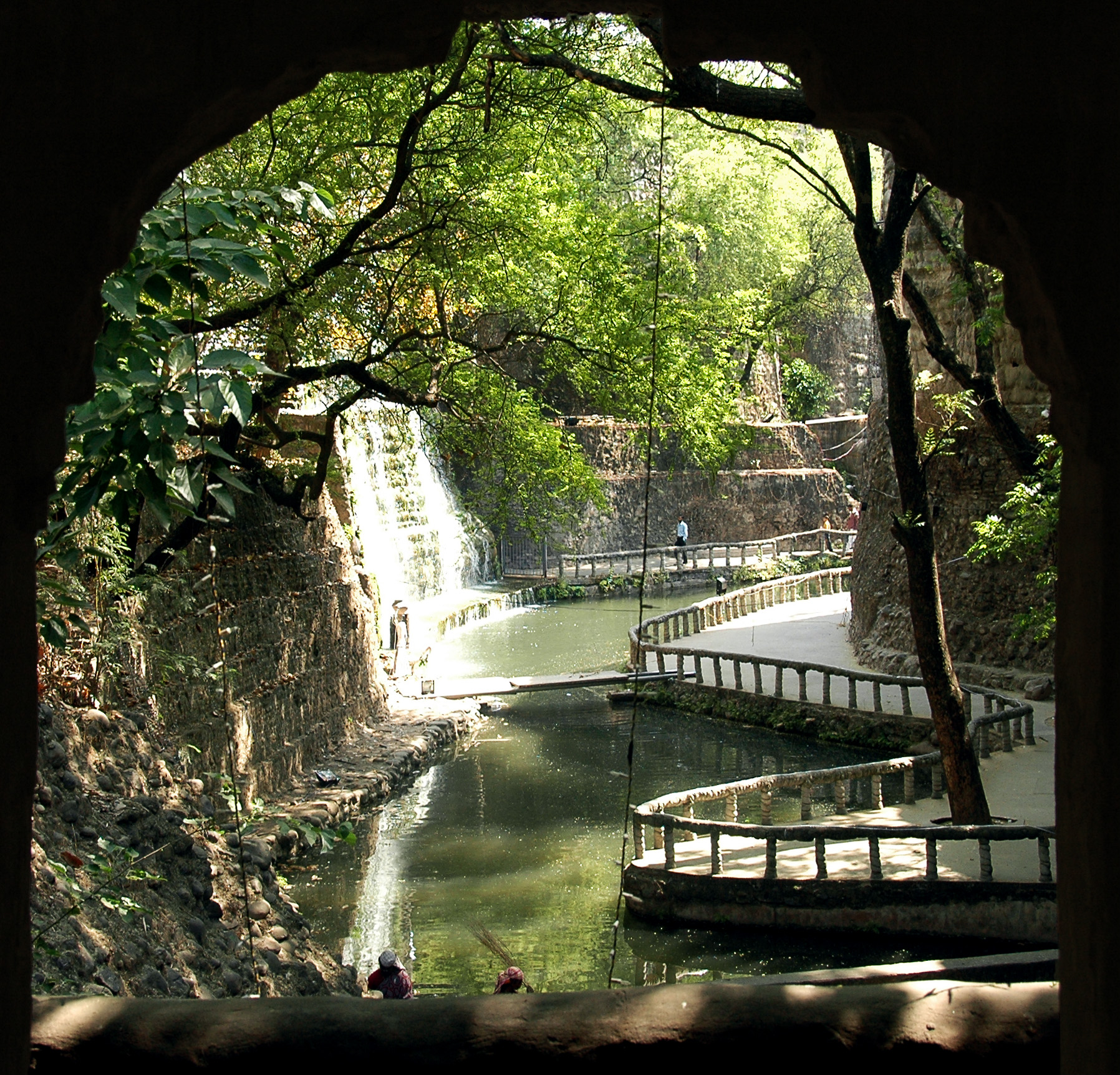
El Rock Garden de Chandigarh.

El Rock Garden és un jardí d'escultures de Chandigar, Índia, també conegut com a Nek Chand Rock Garden pel seu creador Nek Chand, que va començar el jardí en secret en el seu temps lliure el 1957. Avui dia s'estén sobre una superfície de quaranta acres (160.000 m²). Està completament construït amb residus industrials, de la llar i articles de rebuig.
És a prop del llac Sukhna. Es compon de cascades artificials interconnectades i moltes altres escultures que s'han fet amb ferralla i altres tipus de residus (trossos d'ampolla o de rajola, ulleres, polseres, olles de ceràmica, lavabos, residus d'aparells elèctrics, etc.) col·locats en les parets dels corredors.

## Galeria

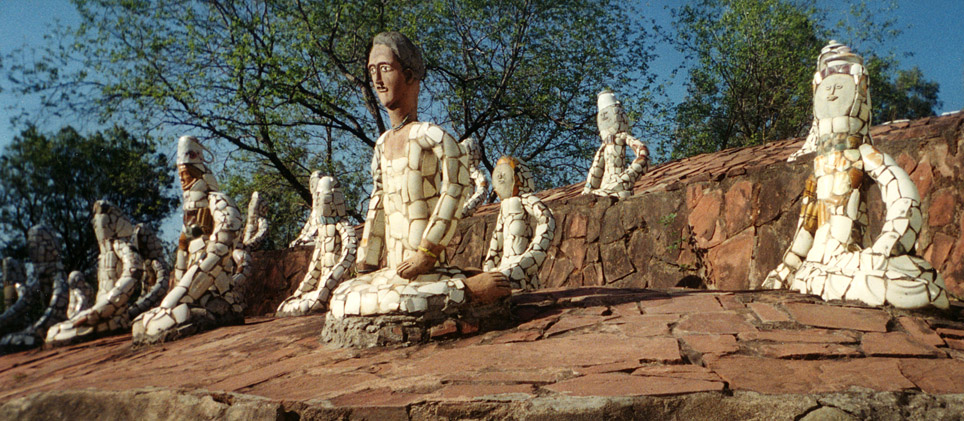
Nek Chand Rock Garden famós per les seves escultures de ceràmica reciclada
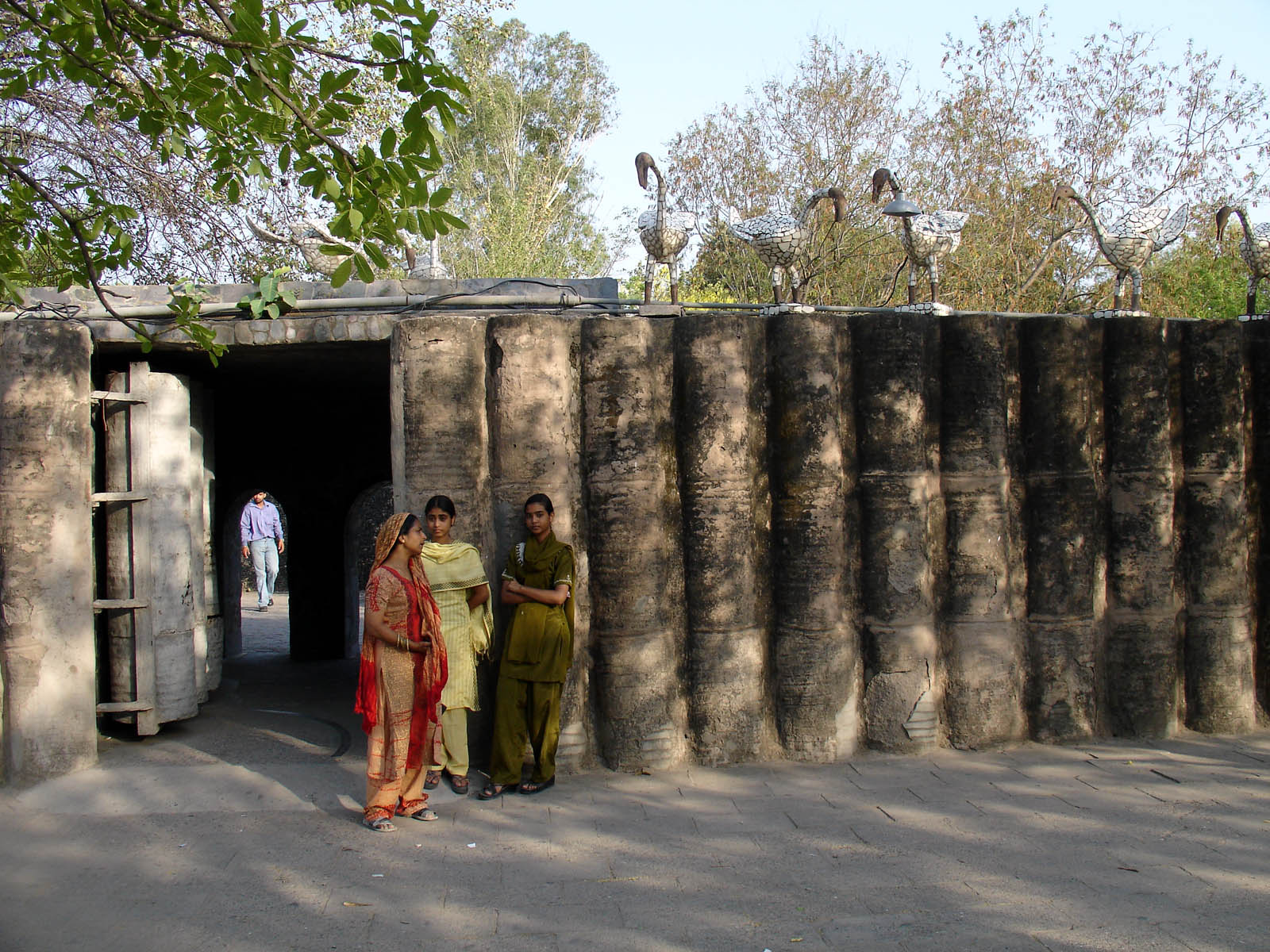
Entrada
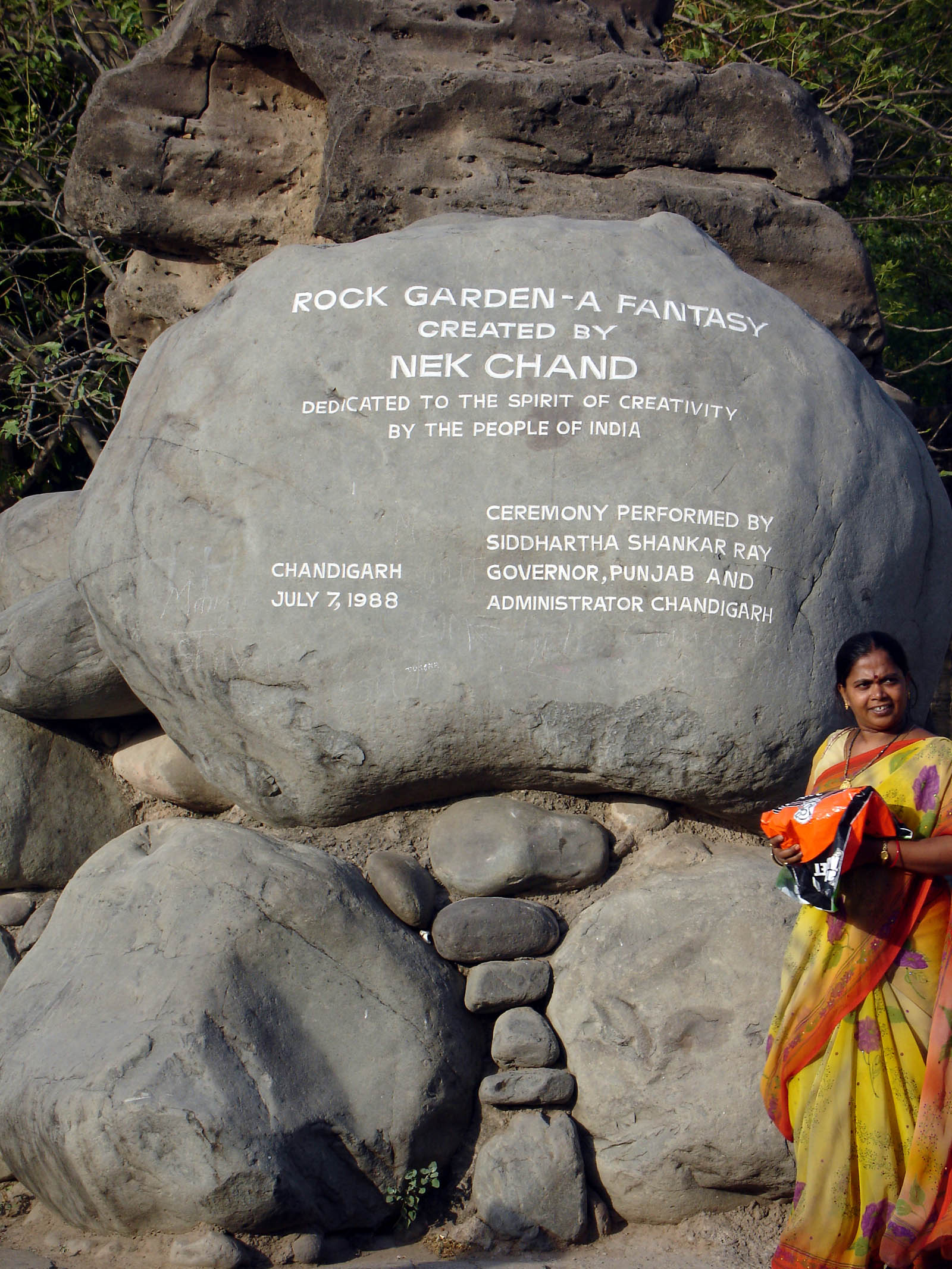
Dia dels Caiguts dedicació, 7 de juliol de 1988.
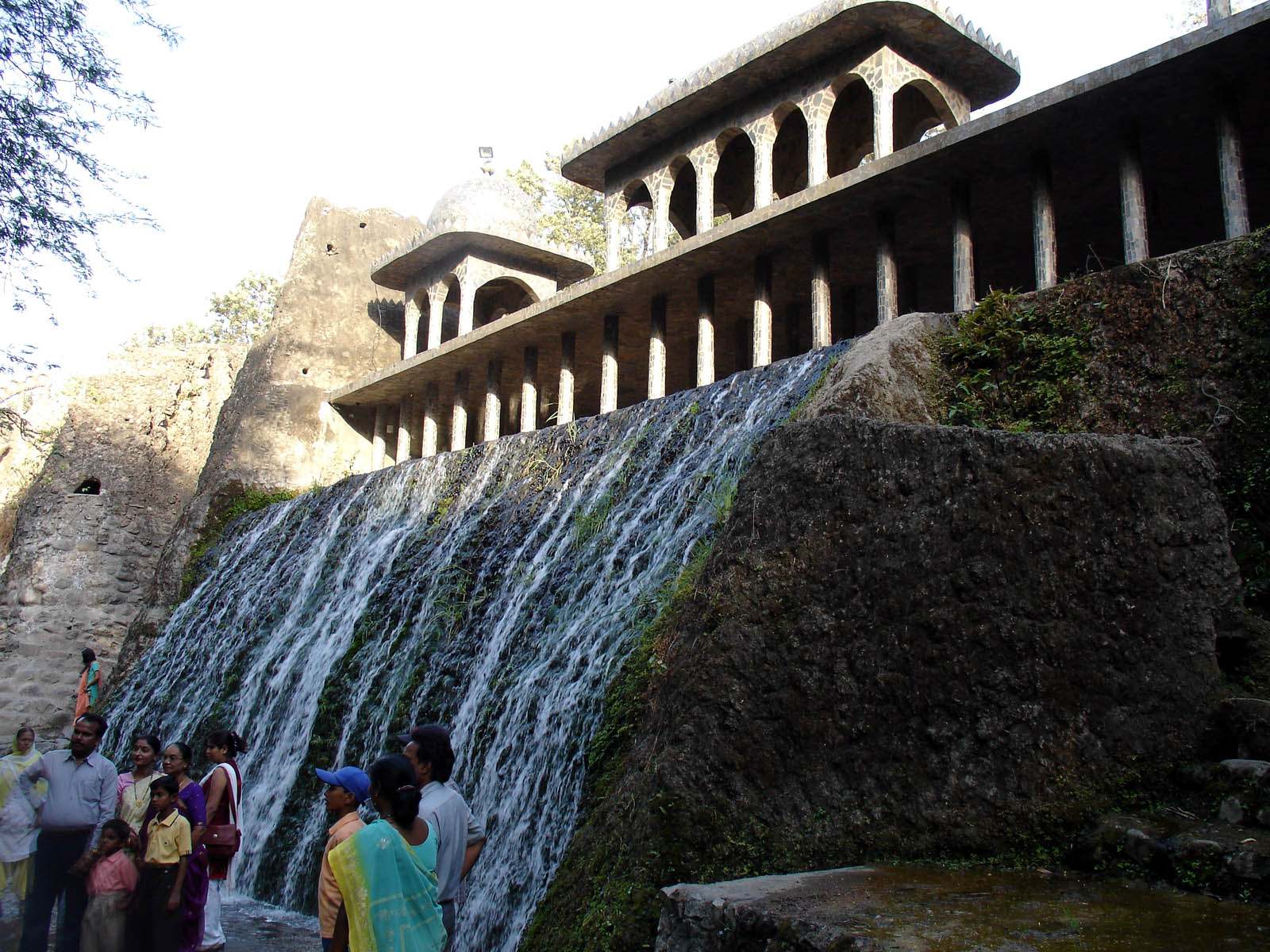
Rock Garden, de Chandigarh.
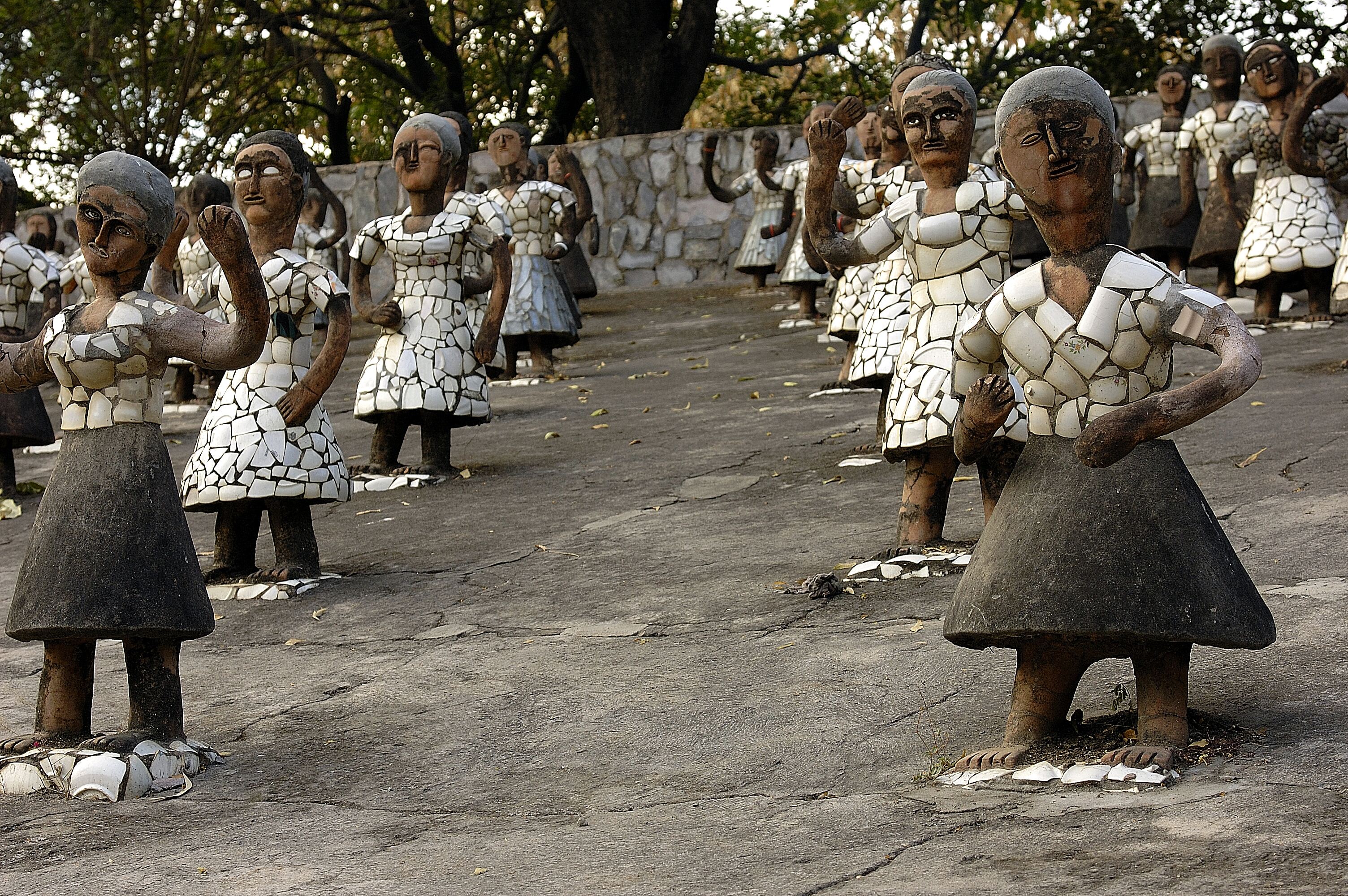
ballarines a Rock Garden, de Chandigarh.
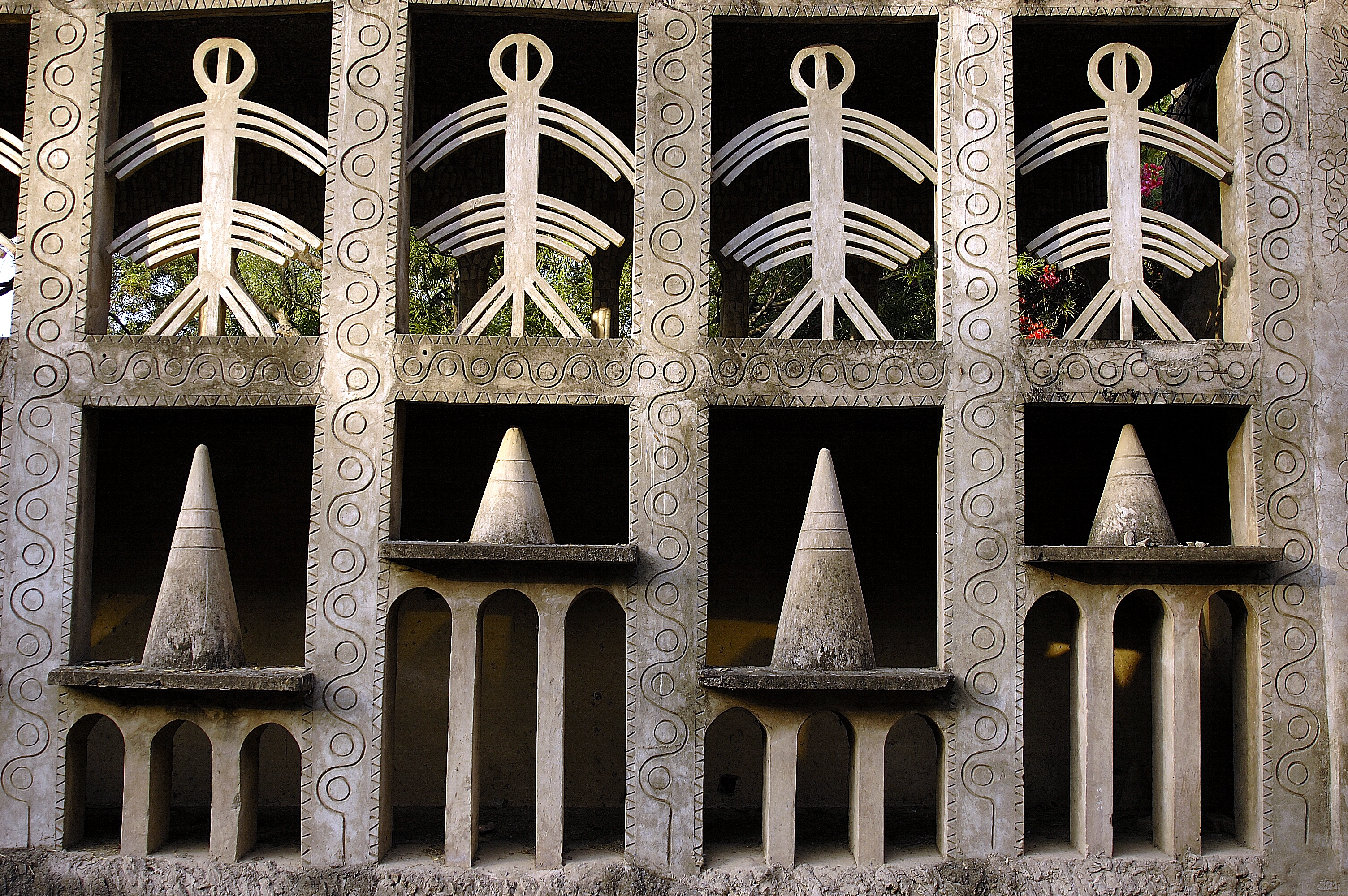
parets decorades al Rock Garden.